# Данієлян Самвел Володимирович
Самвел Володимирович Данієлян (рос. Самвел Владимирович Даниелян; нар. 4 лютого 1971, Баку, Азербайджанська РСР) — радянський та російський борець греко-римського стилю вірменського походження, чемпіон світу, чемпіон та бронзовий призер чемпіонатів Європи, володар та срібний призер Кубків світу, учасник Олімпійських ігор. Заслужений майстер спорту Росії з греко-римської боротьби.

## Життєпис
Почав займатися греко-римською боротьбою в 1978 році в Баку під керівництвом Фелікса Авакова і заслуженого тренера СРСР Едуарда Каспарова. Батько і брат теж були борцями. Виступав за юніорську та молодіжну збірну команду СРСР. У їх складі двічі ставав чемпіоном Європи серед юніорів (1987, 1989), чемпіоном світу серед юніорів (1988), чемпіоном Європи (1988) та світу (1991) серед молоді, володарем Кубка світу серед молоді (1988).
З початком конфлікту між вірменами і азербайджанцями змушений був переїхати до Краснодара, а в подальшому до Ростова-на-Дону, де продовжив займатися боротьбою під керівництвом Петра Чинібалаянца. Виступав за місцевий Спортивний клуб армії. Чемпіон Росії (1992 — до 52 кг; 1999 — до 54 кг). Срібний (1995 — до 57 кг) і бронзовий (1991 — до 52 кг; 1998, 2000 — до 54 кг) призер чемпіонатів СРСР і Росії. Бронзовий призер чемпіонату СНД (1992 — до 52 кг).
У 1991 році у складі першої збірної СРСР став володарем Кубка світу.
З 1992 по 2001 рік Самвел Данієлян виступав за збірну Росії. У її складі ставав чемпіоном Європи та світу, брав участь в літніх Олімпійських іграх 1996 року. На цих змаганнях виграв чотири поєдинки, однак до фіналу не потрапив через програш чемпіону цієї Олімпіади Армену Назаряну з Вірменії. У сутичці за бронзову нагороду поступився українському борцю Андрію Калашникову.
У 2001 році завершив свою спортивну кар'єру. У березні 2008 року переїхав до Москви, працює тренером у СДЮШОР № 64 при Палаці боротьби імені Івана Яригіна. Син Даніель теж займається боротьбою, чемпіон Москви.

## Спортивні результати на міжнародних змаганнях

### Виступи на Олімпіадах
| Змагання                    | Збірна | Вагова категорія                 | Місце |
| --------------------------- | ------ | -------------------------------- | ----- |
| Літні Олімпійські ігри 1996 | Росія  | греко-римська боротьба, до 52 кг | 4     |

### Виступи на Чемпіонатах світу
| Змагання                        | Збірна | Вагова категорія                 | Місце  |
| ------------------------------- | ------ | -------------------------------- | ------ |
| Чемпіонат світу з боротьби 1995 | Росія  | греко-римська боротьба, до 52 кг | Золото |

### Виступи на Чемпіонатах Європи
| Змагання                         | Збірна | Вагова категорія                 | Місце  |
| -------------------------------- | ------ | -------------------------------- | ------ |
| Чемпіонат Європи з боротьби 1993 | Росія  | греко-римська боротьба, до 52 кг | Бронза |
| Чемпіонат Європи з боротьби 1995 | Росія  | греко-римська боротьба, до 52 кг | 4      |
| Чемпіонат Європи з боротьби 1996 | Росія  | греко-римська боротьба, до 52 кг | 7      |
| Чемпіонат Європи з боротьби 1999 | Росія  | греко-римська боротьба, до 54 кг | Золото |

### Виступи на Кубках світу
| Змагання                    | Збірна | Вагова категорія                 | Місце  |
| --------------------------- | ------ | -------------------------------- | ------ |
| Кубок світу з боротьби 1991 | СРСР   | греко-римська боротьба, до 52 кг | Золото |
| Кубок світу з боротьби 1992 | Росія  | греко-римська боротьба, до 52 кг | Срібло |

### Виступи на інших змаганнях
| Змагання                           | Збірна | Вагова категорія                 | Місце  |
| ---------------------------------- | ------ | -------------------------------- | ------ |
| Золотий Гран-прі з боротьби 1990   | СРСР   | греко-римська боротьба, до 52 кг | Бронза |
| Гран-прі Німеччини з боротьби 1990 | СРСР   | греко-римська боротьба, до 52 кг | Бронза |
| Гран-прі Німеччини з боротьби 1995 | Росія  | греко-римська боротьба, до 52 кг | Срібло |

### Виступи на змаганнях молодших вікових груп
| Змагання                                       | Збірна | Вагова категорія                 | Місце  |
| ---------------------------------------------- | ------ | -------------------------------- | ------ |
| Чемпіонат Європи з боротьби серед юніорів 1987 | СРСР   | греко-римська боротьба, до 46 кг | Золото |
| Чемпіонат світу з боротьби серед юніорів 1988  | СРСР   | греко-римська боротьба, до 46 кг | Золото |
| Чемпіонат Європи з боротьби серед юніорів 1989 | СРСР   | греко-римська боротьба, до 50 кг | Золото |
| Чемпіонат Європи з боротьби серед молоді 1988  | СРСР   | греко-римська боротьба, до 48 кг | Золото |
| Кубок світу з боротьби серед молоді 1988       | СРСР   | греко-римська боротьба, до 48 кг | Золото |
| Чемпіонат світу з боротьби серед молоді 1991   | СРСР   | греко-римська боротьба, до 52 кг | Золото |